# サバイビング・ピカソ
『サバイビング・ピカソ』（原題: Surviving Picasso）は、1996年制作のイギリス映画。
パブロ・ピカソの生涯を彼とその妻、愛人たちとの遍歴、特にピカソと彼の最も愛した女性フランソワーズ・ジロー（fr:Françoise Gilot）を中心に描いている。アリアーナ・S・ハフィントンの「ピカソ　偽りの伝説」（高橋早苗訳、草思社、1991、原題は「ピカソ　創造者にして破壊者」）を下敷きにしている。
フランソワーズを演じたナターシャ・マケルホーンは、これがデビュー作である。

## スタッフ
- 監督：ジェームズ・アイヴォリー
- 製作：イスマイル・マーチャント、デヴィッド・L・ウォルパー
- 脚本：ルース・プラワー・ジャブヴァーラ
- 製作総指揮：ドナルド・ローゼンフェルド、ポール・ブラッドリー
- 撮影：トニー・ピアース・ロバーツ
- 音楽：リチャード・ロビンズ（英語版）
- 美術：ルチアーナ・アリギ
- 編集：アンドリュー・マーカス

## キャスト
- アンソニー・ホプキンス：パブロ・ピカソ
- ナターシャ・マケルホーン ：フランソワーズ・ジロー（ピカソの第3の愛人、画学生）
- ジュリアン・ムーア ：ドラ・マール（ピカソの第2の愛人、写真家兼画家）
- ジョス・アクランド ：アンリ・マティス
- ピーター・エアー：ジャウメ・サバルテス（ピカソの親友で秘書、彼に美術館の建設を提案）
- ジェーン・ラポテア：オルガ・ホフロヴァ（ピカソの最初の妻、ロシア人バレリーナ）
- ジョゼフ・メイハー ：カーンヴァイラー（芸術史家）
- ボブ・ペック ：フランソワーズの父
- ダイアン・ヴェノーラ ：ジャクリーヌ・ロック（ピカソの第4の愛人）
- スザンナ・ハーカー：マリー・テレーズ・ワルテル（ピカソの最初の愛人）
- ジョーン・プロウライト ：フランソワーズの祖母
- ドミニク・ウェスト ：パウロ・ピカソ（ピカソの長男）